# 스기모토성 전투
스기모토성 전투 (일본어: 杉本城の戦い すぎもとじょうのたたかい[*])는 난보쿠초 시대 초기에 현재의 카나가와현 가마쿠라시에 해당하는 사가미국 가마쿠라에서 일어난 전투이다.

## 개요
엔겐 원년/겐무 3년 (1336년) 12월, 북조를 거느린 아시카가 타카우지에게 수도에서 쫓겨난 고다이고 천황은 요시노로 도망쳐 남조를 열었다. 고다이고는 교토 탈환을 위해 무츠국 타가성에 있는 친쥬후 쇼군 키타바타케 아키이에에게 재상경을 요청했다.
그러나, 북조 세력이 타가성을 포위하는 형태로 되어갔기 때문에, 아키이에는 이듬해인 엔겐 2년/겐무 4년 (1337년) 1월, 미나미무츠의 료젠성으로 고쿠후를 옮겼다. 료젠성이 북조 측에 포위되는 등 불리한 정세가 계속되는 가운데, 아키이에는 요리요시 친왕을 받들어 오슈의 군사를 이끌고, 8월 11일 서상을 개시했다.
아키이에 군은 아시카가 요시아키라나 시바 이에나가, 모모노이 타다츠네 등이 지키는 가마쿠라를 향해 진군했다. 그것을 막으려고 하는 오야마씨가 지키는 시모우사국 오야마성에서 공방전은 3개월이나 걸렸지만, 12월 8일에 드디어 오야마성을 함락했다. 12월 13일에 토네가와, 12월 16일에 무사시국 아보와라에서 아시카가 측을 무찌르고 가마쿠라를 압박해나갔다.
『태평기』에 의하면, 이 때 이즈국에서 호죠 토키유키, 카즈사국에서 닛타 요시오키가 합류해, 아키이에 군과 함께 3군데에서 가마쿠라를 공격하는 형태가 되었다. 한편, 가마쿠라에서는 우에스기 노리아키나 시바 이에나가가 일단 보소로 철수하여 형세를 바로 잡으려 했지만, 아시카가 요시아키라는 결전을 주장했다고 한다. 그리고 12월 23일, 아키이에 군은 가마쿠라에 쳐들어가 다다음날에 걸쳐 이이지마, 스기모토에서 전투를 했지만, 막부 측은 타카우지 상경 후로 충분한 군세가 갖추어 지지 않아, 차례차례로 패배하였다. 이에나가는 스기모토성에서 종일 방어 했지만 전사하였고, 요시아키라는 미우라 반도로 달아났다.
가마쿠라를 제압한 지 며칠 후인 랴쿠오 원년 (1338년) 정월 2일, 아키이에 군은 가마쿠라를 출발해, 도카이도를 따라 교토로 진군했다.

## 참고문헌
- 히라이 키요시 외 1980「杉本城」『일본성곽대계(日本城郭大系)』제6권 (치바・카나가와) p .336
- 효도 히로미 교주 2015「第19巻‐8 桃井坂東勢、奥州勢の跡を追って道々合戦の事」『태평기(太平記)』 (三) pp.328 - 333
- 사쿠라이 요시오  2012『南北朝内乱と東国』요시카와 홍문관〈動乱の東国史4〉pp.63 - 65

## 관련항목
- 스기모토데라
- 스기모토성 (사가미국)